# 7635 Carolinesmith
7635 Carolinesmith este o planetă minoră (asteroid), cu un diametru de 24,186 km, din centura de asteroizi. A fost descoperită pe 6 noiembrie 1983 la Observatorul Kleť de Antonín Mrkos. 
Obiectul prezintă o orbită caracterizată de o semiaxă mare de 3,082323 UAi, o excentricitate de 0,1, o înclinație de 11,10262 ° în raport cu ecliptica.